# Plethodon dunni
Espèce
Synonymes
- Plethodon gordoni Brodie, 1970

Statut de conservation UICN

 LC  : Préoccupation mineure
Plethodon dunni est une espèce d'urodèles de la famille des Plethodontidae.

## Répartition
Cette espèce est endémique des États-Unis. Elle se rencontre dans le sud-ouest de l'État de Washington, dans l'ouest de l'Oregon et dans le nord-ouest de la Californie dans le comté de Del Norte.

## Étymologie
Cette espèce est nommée en l'honneur d'Emmett Reid Dunn.

## Publication originale
- Bishop, 1934 : Description of a new salamander from Oregon, with notes on related species. Proceedings of the Biological Society of Washington, vol. 47, p. 169-172 (texte intégral).